# Episodi di La tata e il professore (prima stagione)
La prima stagione della serie televisiva La tata e il professore è stata trasmessa in anteprima negli Stati Uniti d'America dalla ABC tra il 21 gennaio 1970 e il 29 aprile 1970.
| nº | Titolo originale                               | Titolo italiano | Prima TV USA     | Prima TV Italia |
| -- | ---------------------------------------------- | --------------- | ---------------- | --------------- |
| 1  | Nanny Will Do                                  |                 | 21 gennaio 1970  |                 |
| 2  | The Wiblet Will Get You If You Don't Watch Out |                 | 28 gennaio 1970  |                 |
| 3  | The New Butch                                  |                 | 4 febbraio 1970  |                 |
| 4  | The Scientific Approach                        |                 | 11 febbraio 1970 |                 |
| 5  | The Astronomers                                |                 | 18 febbraio 1970 |                 |
| 6  | Spring, Sweet Spring                           |                 | 25 febbraio 1970 |                 |
| 7  | Nanny on Wheels                                |                 | 4 marzo 1970     |                 |
| 8  | Strictly for the Birds                         |                 | 11 marzo 1970    |                 |
| 9  | The Tyrannosaurus Tibia                        |                 | 18 marzo 1970    |                 |
| 10 | I Think That I Shall Never See a Tree          |                 | 25 marzo 1970    |                 |
| 11 | The Games Families Play                        |                 | 1º aprile 1970   |                 |
| 12 | An Element of Risk                             |                 | 8 aprile 1970    |                 |
| 13 | The Philosopher's Stone                        |                 | 15 aprile 1970   |                 |
| 14 | A Fowl Episode                                 |                 | 22 aprile 1970   |                 |
| 15 | Nanny and the Smoke-Filled Room                |                 | 29 aprile 1970   |                 |